# Cheng Xueqi
Cheng Xueqi (程學啟, 1828-1864) est un général de la révolte des Taiping qui rejoignit la dynastie Qing en 1861 en même temps que Ding Ruchang. Il est un éminent fonctionnaire han et officier militaire de la fin des Qing. Il organise l'armée de Huai (en) qui combat les Taiping, restaure la stabilité des Qing avec d'autres personnalités de premier plan, telles que Li Hongzhang et Zeng Guofan, commande la défense de Shanghai avec succès. L'empereur Tongzhi le considère comme « intelligent et brave ».
Il est promu lieutenant-général en octobre 1862 et défend Shanghai lors de la bataille de Shanghai (en), et crée la première troupe de fusiliers chinois en septembre 1862. Il reconquis les villes de Taicang, Kunshan, Wujiang, est promu capitaine-général en mai 1863, et créé la première troupe chinoise de canons modernes. Il est décoré avec avoir reconquis 20 villes de la province du Jiangsu et défendu Shanghai deux fois en deux ans.
En 1864, après un mois de siège de la ville de Jiaxing, Cheng Xuechi décide de conquérir la ville au plus vite. En utilisant des centaines de kilos d'explosifs, il ouvre une brèche dans les murailles. Il ordonne alors à ses troupes de charger immédiatement vers la brèche. Mais tandis qu'il prend la tête de cette charge, il reçoit une balle à la tête. Il est dit qu'il continua la charge même après avoir été touché. Il meurt cependant de ses blessures une semaine plus tard en exprimant sa joie de retrouver sa femme et ses fils dans l'autre vie (sa famille avait été tuée quatre ans plus tôt par les rebelles taiping. Lorsque l'empereur Tongzhi apprend sa mort, il se met à pleurer.